# برنچ شمالی، میشیگان
برنچ شمالی (به انگلیسی: North Branch Township) یک منطقهٔ مسکونی در ایالات متحده آمریکا است که در شهرستان لپیر، میشیگان واقع شده‌است.
 برنچ شمالی ۹۴٫۱ کیلومتر مربع مساحت و ۳٬۶۴۵ نفر جمعیت دارد و ۲۴۹ متر بالاتر از سطح دریا واقع شده‌است.